# Birgit Dietze
Birgit Dietze (* 20. Januar 1973 in Ost-Berlin) ist eine deutsche Juristin und Volkswirtin und war von 2020 bis 2022 Bezirksleiterin der IG Metall Berlin-Brandenburg-Sachsen.

## Leben und Ausbildung
Dietze ist in Berlin-Friedrichshain geboren und aufgewachsen. Von 1989 bis 1993 machte sie eine Ausbildung zur Industriekauffrau mit anschließender Übernahme bei der Elpro AG in Berlin. Hier war sie als IG Metall-Vertreterin und Vorsitzende der Jugend- und Auszubildendenvertretung der Elpro-Werke mit ihren damals 8000 Beschäftigten tätig. Daran schloss sich von 1993 bis 1996 ein Studium der Volkswirtschaft an der Hochschule für Wirtschaft und Politik in Hamburg an, das sie als Diplom-Volkswirtin abschloss.
Von 1997 bis 2002 studierte sie Jura an der Humboldt-Universität zu Berlin und arbeitete danach bis 2005 als Justitiarin bei der IG Metall Berlin. Danach machte sie ein Referendariat am Kammergericht Berlin, das sie 2008 mit dem zweiten juristischen Staatsexamen abschloss.
Mit dem Schwerpunkt „Kollektives und Individuelles Arbeitsrecht“ arbeitete sie dann von 2008 bis 2012 als Rechtsanwältin in der Anwaltskanzlei Betz Rakete Dombek in Berlin-Schöneberg.
Anschließend war sie von 2012 bis 2016 als Tarifsekretärin und Bezirksjuristin im IG Metall Bezirk Berlin-Brandenburg-Sachsen tätig. Von 2016 an arbeitete sie bis 2018 beim Vorstand der IG Metall im Funktionsbereich Grundsatzfragen und als Unternehmensbeauftragte für die Volkswagen AG und Audi AG.

## Gewerkschafterin
Ab 1. Januar 2019 übernahm sie als Erste Bevollmächtigte der IG Metall Berlin als erste Frau die Leitung der IG Metall Berlin. Die Delegiertenversammlung wählte sie am 20. November 2018 mit 97 von 102 Stimmen zur Nachfolgerin von Klaus Abel. Zweite Bevollmächtigte ist Regina Katerndahl, womit nun eine weibliche Doppelsitze die IG Metall Berlin führt. Ab 1. Oktober 2020 wurde Dietze als Nachfolgerin von Olivier Höbel zur Leiterin des Bezirks Berlin-Brandenburg-Sachsen bestellt.
Es gelang ihr 2021 den Konflikt zur Einführung der 35-Stundenwoche in Ostdeutschland zu lösen, an dem schon ihre beiden Vorgänger gescheitert waren. Zwar konnte der Flächentarif nicht durchgesetzt werden, es gelang aber bei Volkswagen Sachsen, BMW und Porsche in Sachsen, SAS in Meerane und ZF in Brandenburg Haustarifverträge mit Angleichungsplänen zur Arbeitszeitverkürzung bis Mitte der 2020er Jahre zu vereinbaren. Hier wird die Wochenarbeitszeit schrittweise von 38 auf 35 Wochenstunden und damit auf Westniveau gesenkt.
Im neu entstehenden Tesla-Werk in Grünheide wurde von den Angestellten die Bildung eines Betriebsrates eingeleitet, ohne dass die IG Metall daran beteiligt wäre. Die IG Metall begrüßte diesen Schritt, ist aber der Meinung, dass derzeit keine repräsentative Vertretung gewählt werden könne und deshalb die Wahl zu einem späteren Zeitpunkt stattfinden solle. Bislang sind von den geplanten 12.000 Mitarbeitern nur etwa 2000 (Stand Januar 2022) eingestellt, die hauptsächlich zum mittleren Management gehören. Aufgabe von Birgit Dietze wird es nun sein, die Tesla-Mitarbeiter von den Vorzügen einer Mitgliedschaft in der IG Metall zu überzeugen und eine starke Mitarbeitervertretung aufzubauen. Hierfür wurde von der IG Metall ein Büro in der Nähe des Werksgeländes eröffnet, das bereits beschäftigte und zukünftige Mitarbeiter und Mitarbeiterinnen für alle Fragen zu Bewerbungen, Arbeitsrecht und den Arbeitsalltag bei Tesla zur Verfügung steht.
Zum Juli 2022 legte sie ihr Amt nach nicht einmal zwei Jahren nieder. Sie gab hierfür verschiedene persönliche Gründe an.

## Ehrenamt und Aufsichtsratsmandate
- Ehrenamtliche Richterin am Arbeitsgericht Berlin und am Landesarbeitsgericht Berlin-Brandenburg, (bis September 2021) seit 2003
- Mitglied im Aufsichtsrat der Volkswagen AG, 1. Juni 2016 – 21. Juni 2019
- Mitglied im Aufsichtsrat der Volkswagen Bank GmbH, seit September 2017 – April 2021
- Mitglied im Aufsichtsrat der MAN Energy Solutions SE, seit März 2020

## Privates
Dietze ist verheiratet und hat ein Kind.